# Dobruja Meridional
La Dobruja Meridional o Dobruja del Sur (en búlgaro: Южна Добруджа, Yuzhna Dobrudzha; en rumano: Dobrogea de sud o Cadrilater) es una zona del noreste de Bulgaria que comprende los distritos administrativos de las dos ciudades principales de la zona, Dobrich y Silistra. Tiene una extensión de 7.565 km² y una población de 358.000 habitantes.

## Historia

Mapa de Rumanía y Bulgaria con el Cadrilater o Dobruja Meridional señalada en amarillo.

A comienzos de la era moderna, la Dobruja Meridional tenía una población mixta de búlgaros y turcos con pequeñas minorías de gagauzos, tártaros de Crimea y rumanos. En 1910, de los 282 007 habitantes de la Dobruja Meridional, 134 355 (el 47,6 %) eran búlgaros, 106 568 (37,8 %) turcos, 12 192 (4,3 %) gitanos, 11 718 (4,1 %) tártaros y 6484 (2,4 %) rumanos.
La Dobruja Meridional formó parte del principado autónomo búlgaro en la época de la independencia de Bulgaria del imperio otomano del 1878 hasta las guerras balcánicas. Después de la derrota de Bulgaria en la segunda guerra balcánica, la región fue incorporada a Rumanía en 1913 por el Tratado de Bucarest. Rumanía dominó la Dobruja Meridional hasta 1940 y asentó miles de arumanos de Bulgaria, Macedonia del Norte y Grecia, así como rumanos de Valaquia.
El 7 de septiembre de 1940 la Dobruja Meridional fue devuelta a Bulgaria por el Tratado de Craiova. El tratado incluía la obligación de intercambio de población: unos 110 000 rumanos (casi el 95 % de ellos asentados después de 1913) fueron obligados a marcharse de la Dobruja Meridional, mientras que 77 000 búlgaros fueron obligados a marcharse de la Dobruja Septentrional. Solo permanecieron unos centenares de rumanos y arumanos, que todavía permanecen hoy en día.